# ترامبیلنو
ترامبیلنو (به ایتالیایی: Trambileno) یک کومونه در ایتالیا است که در ترنتینو واقع شده‌است.

## خصوصیات
ترامبیلنو ۵۰٫۳ کیلومترمربع مساحت و ۱٬۳۰۹ نفر جمعیت دارد و ۵۲۵ متر بالاتر از سطح دریا واقع شده‌است.

## خواهرخوانده
شهر Bento Gonçalves, Rio Grande do Sul خواهرخواندهٔ ترامبیلنو هست.